# Freddy vs. Jason vs. Ash
Freddy vs. Jason vs. Ash è una miniserie a fumetti del 2007 che fa da seguito al film crossover Freddy vs. Jason, uscito nel 2003. I due antagonisti del film, Jason Voorhees di Venerdì 13 e Freddy Krueger di Nightmare, affrontano Ash Williams de La casa. Il fumetto è la trasposizione su carta del mai realizzato Freddy vs. Jason 2, aggiungendo un diretto collegamento tratto da Jason va all'inferno, che avrebbe confermato la connessione tra Venerdì 13 e La casa con la presenza del Necronomicon Ex-Mortis in casa Voorhees.

## Trama

### Volume 1
Sono passati cinque anni da quando Lori e Will hanno posto fine all'incubo che erano Jason e Freddy a Camp Crystal Lake (località che i paesani ancora chiamano Forest Green per dissociarsi dai Voorhees), ma entrambi ignorano che Jason è in realtà sopravvissuto. Preoccupata che i due mostri possano essere vivi, Lori e Will viaggiano fino al campo per restare tranquilli, trovando la morte per mano di Jason.
Tuttavia, non vi è nessuna traccia di Freddy, questo perché Freddy è effettivamente morto e la sua testa riposa ora accanto a quella di Pamela nel santuario nella baracca di Jason, ma lo Squartatore di Springwood non è ancora sparito e ora infesta la mente di Jason. Frugando sia nella testa di Jason che in quella di Pamela, Freddy fa un'eccitante scoperta: il giorno in cui Jason fu inghiottito dal lago, la donna aveva tentato di salvare il figlio con il Necronomicon Ex-Mortis, il libro dei morti in grado di trasformare la gente in un Posseduto (Deadite), per questo Jason era duro a morire sia da vivo che da morto. Con questa interessante informazione, Freddy fa un patto con Jason: se lui gli riporterà il libro, sepolto in casa Voorhees, e lo resuscita, egli si assicurerà di rendere Jason normale.
Frattanto, presso il nuovo S-Mart di Crystal Lake, affinché i commessi siano messi in riga, viene trasferito nella loro sede il più bravo commesso dell'intera catena, Ash Williams, che ancora non ha smesso di dare la caccia al Necronomicon Ex-Mortis e ai Posseduti.

### Volume 2
Mentre allena i commessi, Ash non nasconde del suo passato, la sua missione e del fatto che i mostri e tutte le altre fantasticherie soprannaturali esistano, e non nasconde neanche che qualcosa gli dice che il Necronomicon si trovi a Crystal Lake. Ovviamente, nessuno gli crede, tranne una ragazza di nome Caroline, detta Carrie, anche perché Crystal Lake è origine di una leggenda metropolitana assassina e, da come la ragazza descrive Jason (aggiungendo che la gente crede che, come ne Il terrore continua, tutti i Jason che si sono manifestati dopo la sua morte sono stati scambiati per impostori che abusano della sua leggenda), Ash realizza che è quasi senza ombra di dubbio un Posseduto e decide di andare a cercare indizi a casa Voorhees.
Casualmente, un quartetto di ragazzi fa una capatina a casa Voorhees per amoreggiare prima che venga demolita. Ash li segue e, mentre cerca il libro in cantina, Jason ammazza tre dei ragazzi. Ash trova il libro e porta in salvo l'unica sopravvissuta, Bree, ma sul punto di fuggire in macchina, questa non parte.

### Volume 3
Ash e Bree sono tratti in salvo da Carrie, che aveva seguito Ash, e investe Jason, permettendo ai due di salire nella sua macchina e di fuggire all'S-Mart. Freddy, dentro la mente di Jason, se la prende con lui per il suo fallimento, ma scopre, ravanando nel suo cervello, l'identità del tipo che si è portato via il libro tramite il cartellino d'identità sulla sua giacca. Jason raggiunge il negozio e si fa strada verso Ash, uccidendo chiunque gli capiti sul cammino. Armatosi del suo fucile e della sua motosega, Ash combatte coraggiosamente contro Jason, ma il killer ha la meglio e se ne va dopo essersi preso il Nerconomicon.
Bree è morta nello scontro, ma Carrie e Ash sono ancora vivi e, aiutati dagli altri giovani commessi, decidono di riorganizzarsi a casa della ragazza. Intanto, Jason porta il Necronomicon a Freddy e trova l'incantesimo per portarlo in vita, oltre che un altro che gli permette di viaggiare tra il mondo dei sogni e quello reale senza problemi. Freddy è tornato e, come promesso, getta un incantesimo su Jason. A casa di Carrie, i ragazzi comprendono che Jason sta lavorando per qualcuno e decidono di riposarsi prima del grande scontro. Ash si ritrova in sogno alla casa del bosco e nota che la sua mano è normale, ma poi qualcosa avviene: non è posseduta, stavolta, ma dalle estremità spuntano invece delle lame.

### Volume 4
Ash corre alla casetta degli attrezzi e, ancora una volta, si sega la mano. Dalle pozze di sangue, emergono mini ometti, come dalle schegge di specchio al mulino, che si fondono per creare Freddy. Freddy rivela essere la mente dietro il piano per rubare il Necronimicon, quindi aizza contro Ash miriadi di mani Possedute con le lame alle dita. Nella disperata speranza che si tratti di un sogno, Ash si scotta il braccio con la canna del fucile e si risveglia, notando che la ferita gli è rimasta anche nella realtà. Ash realizza del pericolo che comporta Freddy e sveglia gli altri, peccato che uno di loro, Dave, muore nel sogno per mano di mille palle da dodgeball lanciate a velocità di proiettile.
I ragazzi si preparano e si armano di esplosivo con l'intento di buttare casa Voorhees su Jason e poi trovare in tutta tranquillità il Necronomicon, peccato che Jason non è più così stupido da cascare in sciocche trappole come quelle da loro preparate, grazie all'incantesimo di Freddy, e che Freddy ha anche il potere di portare gli incubi alla realtà. Proprio mentre Freddy ha in pugno Ash, Jason, offeso dei danni arrecati alla sua casa, se la prende con Freddy, ma questi porta in vita tutte le passate vittime di Jason (e anche di Pamela e Roy Burns) e le aizza contro di lui.

### Volume 5
Nella confusione, Ash riesce a prendere il Necronomicon e, al di fuori di Carrie, trova i suoi amici morti. I due si rifugiano in casa Voorhees e cercano nel libro l'incantesimo per aprire il portale del mondo dei Posseduti dove buttarci dentro Freddy e Jason, scoprendo intanto che Jason è davvero un Posseduto a tutti gli effetti. Sul punto di affrontarli, Ash e Carrie si ritrovano sul portico della casa di Elm Street, in compagnia delle bambine con la corda da salto, le quali attaccano Ash mentre Freddy cattura Carrie.
Ash si occupa facilmente delle bambine, mentre Jason giunge nella casa e attacca Freddy, salvando Carrie, ma impedendole di finire l'incantesimo appena trovato. Ash attacca Jason, sparandogli alla maschera e tagliandogli il braccio, costringendo Jason a ficcare nel moncone il machete. Freddy, Jason e Ash lottano, finché quest'ultimo non viene calciato fuori dalla finestra e sviene, proprio mentre la casa crolla.

### Volume 6
Rimasta sola, Caroline scappa, ma Freddy la raggiunge e recupera il libro, ma sul punto di ucciderla, Jason giunge e i due mostri si combattono sopra il lago ghiacciato. Freddy ha infine la meglio congelando Jason e si appresta ad aprire il portale del mondo dei Posseduti per mandarcelo e liberarsi di lui una volta per tutte, ma Ash spunta all'ultimo a bordo della sua auto e investe Freddy. Ash ottiene il sopravvento, finché Jason non si riprende e lo fa cadere nel lago, ma poi viene assalito da Freddy e i suoi cloni.
Ash riemerge e lancia il libro a Carrie, la quale finalmente legge l'incantesimo. Freddy viene risucchiato, mentre Ash e Carrie si aggrappano ad un albero. Jason viene colpito dall'auto di Ash ed è trascinato sul fondo al lago. Il Necronomicon vola via e cade anch'esso nel lago. Dopo aver risucchiato Freddy, il portale sparisce.
Ash e Carrie festeggiano, ma egli sa che con i Posseduti non c'è modo di mettere la parola fine definitivamente. Il fumetto si conclude con Ash che ipotizza che, per una volta, il Necronomicon ha chiesto il suo aiuto per non finire nelle malvagie mani di Krueger e con un'inquadratura su Jason, congelato nel lago con in mano il Necronomicon, visibilmente ancora vivo.

## Seguito
Pochi mesi dopo la conclusione del fumetto, iniziò la pubblicazione di un seguito, nonché conclusione definitiva della saga dell'originale Freddy Kruger con Freddy vs. Jason vs. Ash: The Nightmare Warriors. Ai personaggi principali, stavolta, si aggiungono alcuni dei sopravvissuti dei film di Venerdì 13 e di Nightmare.